# Gan Ying
Gan Ying (chinesisch 甘英, Pinyin Gān Yīng, W.-G. Kan Ying, Großjährigkeitsname Chong Lan chinesisch 崇兰, Pinyin Chóng Lán) war ein militärischer Botschafter der Östlichen Han-Dynastie in China, der im Jahre 97 mit dem chinesischen Heerführer Ban Chao auf eine Mission nach Rom (Römisch-chinesische Beziehungen) geschickt wurde. Mit den anderen 70.000 Teilnehmern der Expedition reiste er von Qiuci (im heutigen Xinjiang) durch Parthien (in heutigem Iran) und Tiaozhi (im heutigen Irak) und zog noch weiter zum westlichen Rand des Persischen Golfes.
Obgleich Gan Ying vermutlich nie Rom erreichte, ist er zumindest in den historischen Aufzeichnungen derjenige Chinese, der im Altertum am weitesten nach Westen gelangte.
In der Hou Hanshu, einem Geschichtswerk über die Östlichen Han-Dynastie (25-220) ist zu ihm verzeichnet:
Im 9. Jahr von Yongyuan (AD 97) schickte Ban Chao seinen Adjutanten Gan Ying zur Küste des westlichen Meeres und zurück. Frühere Generationen beteuern, keinen dieser Orte jemals erreicht zu haben; auch das Shan Hai Jing erzählt davon nichts. Er schrieb einen Bericht zu den Gewohnheiten und der Topographie all dieser Staaten. (Hou Hanshu, zitiert in Leslie und Gardiner)
Ein anderer Teil von Hou Hanshu beschreibt:
Im 9. Jahr von Yongyuan (97), schickte Ban Chao seinen Adjutanten Gan Ying nach Daqin (das Römische Reich in alten chinesischen Aufzeichnungen). Gan Yin durchquerte Tiaozhi, erreichte das Ufer des großen Meeres (Persischer Golf) am westlichen Rand von Anxi (Parthien) und versuchte es zu überqueren. Aber die Fährleute an der westlichen Grenze sagten ihm, dass wegen des breiten Meeres nur die Passagiere, die die glücklichen Winde treffen würden, das Übersetzen schaffen könnten. Bei unglücklichem Wind aber könne es zwei Jahre dauern. Aus diesem Grund bereiteten die Seeleute den Proviant für drei Jahre vor. Während der Seereise starben einige Passagiere aus Heimweh. Als er das gehört hatte, gab Gan Ying den Versuch auf. (Hou Hanshu, Kapitel 88)
Gan Ying gibt einen Bericht zu Rom, der allerdings wohl aus zweiter Hand stammt. Er lokalisiert es westlich vom Meer:
Sein Gebiet erstreckt sich über mehrere tausend Li (ein Li entspricht etwa der Hälfte eines Kilometers), es hat über 400 befestigte Städte. Ungefähr zehn kleine Staaten sind von ihm abhängig. Die äußeren Mauern der Städte sind aus Steinen gebaut. Sie haben Poststationen eingerichtet... Es gibt Kiefern und Zypressen. (Hou Hanshu)
Er beschreibt auch das Adoptivkaisertum von Nerva und das körperliche Aussehen der Römer und ihre Produkte:
Was den König anbelangt, so ist er keine dauerhafte Institution, sondern wird aus den besten Männern gewählt... Die Leute in diesem Land sind hoch und von regelmäßiger Erscheinung. Sie ähneln den Chinesen, und deshalb wird das Land Da Qin genannt (das „große“ Qin)... Der Boden birgt viel Gold, Silber und seltene Juwelen, einschließlich eines Edelsteins, der nachts glänzt.
Sie nähen gestickte Gewebe mit Goldgewindungen, um Wandteppiche und Damast mit vielen Farben herzustellen, und sie weben ein goldgemaltes Tuch und einen ‚im Feuer gewaschenen Stoff‘ (Asbest). (Hou Hanshu)
Schließlich stellt Gan Ying Rom richtig als westlichen Endpunkt der Seidenstraße fest:
Es ist aus diesem Land, woher alle diese verschiedenen, erstaunlichen und seltenen Gegenstände der fremden Staaten kommen. (Hou Hanshu)